# Liceum Ogólnokształcące im. Mikołaja Kopernika w Tarnobrzegu
Liceum Ogólnokształcące im. Mikołaja Kopernika w Tarnobrzegu – najstarsze liceum ogólnokształcące w Tarnobrzegu.

## Historia
Placówka została założona w 1909 jako C.K. Wyższa Szkoła Realna. W 1918 zmieniono nazwę na Państwowa Szkoła Realna w Tarnobrzegu. W latach 20. XX wieku szkoła działała w charakterze bifurkacyjnym, z rozgałęzieniem nauczania w typie humanistycznym, jak i matematyczno-przyrodniczym. Od 1925 szkoła nosiła nazwę „Państwowe Gimnazjum im. Hetmana Jana Tarnowskiego”. W 1926 w Gimnazjum było osiem klas z 10 oddziałami, w których uczyło się łącznie 320 uczniów płci męskiej oraz 38 uczennic. Zarządzeniem Ministra Wyznań Religijnych i Oświecenia Publicznego Wojciecha Świętosławskiego z 23 lutego 1937 „Państwowe Gimnazjum im. Hetmana Jana Tarnowskiego” zostało przekształcone w „Państwowe Liceum i Gimnazjum im. Hetmana Jana Tarnowskiego” (państwową szkołę średnią ogólnokształcącą, złożoną z czteroletniego gimnazjum i dwuletniego liceum), a po wejściu w życie tzw. reformy jędrzejewiczowskiej szkoła miała charakter koedukacyjny, a wydział liceum ogólnokształcącego był prowadzony w typie humanistycznym łączonym z przyrodniczym. Po wybuchu II wojny światowej szkoła została zamknięta. Ponownie otworzono ją w 1944. Od 1948 do 1949 na terenie liceum działała antykomunistyczna organizacja Młodzieżowy Ruch Oporu.
W 1961 patronat nad szkołą został objęty przez Kopalnie i Zakłady Przetwórcze Siarki „Siarkopol”. W 1973 patronem placówki został Mikołaj Kopernik. W latach 1976–2007 szkoła nosiła nazwę Zespół Szkół Ogólnokształcących. Później zmieniono ją ponownie na Liceum Ogólnokształcące.
W 2009 szkoła obchodziła 100-lecie swojego istnienia.

## Dyrektorzy
- Stanisław Sobiński (1909–1917)[1]
- Karol Adwentowski (1918)[4]
- Michał Radomski (1918–1926)[1]
- Adam Czechowski (1927–1930)[4]
- Roman Janicki (1931–1939)[4]
- Stanisław Walczyna (1944–1947)[4]
- Włodzimierz Pawlisz (1948–1949)[4]
- Wiktor Mikoś (1950–1952)[4]
- Jan Tokarz (1953–1960)[4]
- Stanisław Szworst (1961–1962)[4]
- Józef Jakubowicz (1963–1981)[4]
- Zdzisław Zioło (1982–2001)[4]
- Dariusz Bożek (2001–2011)[4]
- Tomasz Stróż (od 2011)[5]

## Nauczyciele
- Władysław Ślebodziński

## Absolwenci
- Alfred Freyer (1918)[6]

- Krzysztof Bachmiński
- Rafał Freyer
- Andrzej Gurdak
- Andrzej Jakubowicz[6]
- Kamil Kalinka
- Sylwia Korzeniowska
- Robert Korzeniowski (1987)[7]
- Cezary Kucharski[6]
- Iwona Kutyna
- Paweł Matyka[8]
- Marek Siwiec[9]
- Marian Stala
- Kinga Stefańska[6]
- Tomasz Szypuła
- Dariusz Bożek (1979)[10]